# Deferribacterota
Deferribacterota je malý kmen bakterií, který v současnosti zahrnuje jen jedinou čeleď, Deferribacteraceae a několik nezařazených rodů incertae sedis. Někteří zástupci tohoto kmene jsou přítomní uvnitř zubu a možná jsou zodpovědní za infekce.
Typovým rodem je Deferribacter, typovým druhem tohoto rodu Deferribacter thermophilus. Tato bakterie byla v roce 1997 izolována z odpadní vody na ropném poli Beatrice v Severním moři. Získává energii redukcí železa (proto deferri) a manganu. Optimálně roste při 60 °C.